# Sept-Rivières
A Regionalidade Municipal do Condado de Sept-Rivières está situada na região de Côte-Nord na província canadense de Quebec. Com uma área de mais de trinta mil quilómetros quadrados, tem, segundo o censo de 2006, uma população de cerca de vinte e seis mil pessoas sendo comandada pela cidade de Sept-Îles. Ela é composta por 4 municipalidades: 2 cidades e 2 território não organizados.

## Municipalidades

### Cidades
- Port-Cartier
- Sept-Îles

### Territórios não organizados
- Lac-Walker
- Rivière-Nipissis

## Região Autônoma
As reservas indígenas Maliotenam e Uashat não são membros do MRC, mas seu território está encravado nele.